# Malitia supplet aetatem
Malitia supplet aetatem (traduzione: La malizia supplisce all'età, che, per esteso, va intesa come La malizia ingannatrice del minore supplisce alla sua minore età).
Si tratta di un brocardo latino che definisce il principio sancito nell'art. 1426 c.c, in base al quale non può essere annullato il negozio concluso da un minore che, attraverso artifizi e raggiri, abbia ingannato la controparte sulla propria età. E ciò in deroga all'art. 1425 c.c. che sancisce l'annullabilità dei negozi posti in essere dal minore in quanto privo della capacità d'agire.